# اوفزس
اوفزس (به آلمانی: Aufseß) یک شهر در آلمان است که در بایروث واقع شده‌است.